# Освалд Егер
Освалд Егер (на немски: Oswald Egger) е немски поет и белетрист.

## Биография и творчество
През 1992 г. Освалд Егер завършва следването си по литература и философия във Виенския университет.
От 1986 до 1995 г. е уредник на съоснованите от него Културни дни в Лана, Южен Тирол. От 1989 до 1998 г. издава списанието „Прокурист“.
Егер пише предимно поезия, която е публикувана в многобройни антологии и литературни списания. Негови стихотворения са преведени на френски, английски и други езици.
Живее във Виена и в бившата ракетна база на НАТО „Хомбройх“ край Нойс. Негов предшественик там е поетът Томас Клинг.
От 2011 г. Освалд Егер заема новосъздадената професура по „Език и форма“ във Висшата художествена школа в Кил. През 2013 г. поема за два семестъра доцентурата за поезия на Томас Клинг в Бонския университет.